# Abu Hurayra
Abū Hurayra, ʿAbd Shams ibn Ṣakhr al-Dawsī al-Azdī al-Yamānī (in arabo  أبو هُرَيْرَة ﻋﺒﺪ ﺷﻤﺲ ﺑﻦ ﺻﺨﺮ ﺍﻟﺪﻭﺳﻲ ﺍلاﺯﺩﻱ اليماني‎?; Yemen, 603 – La Mecca, 678) è stato uno dei Sahaba.

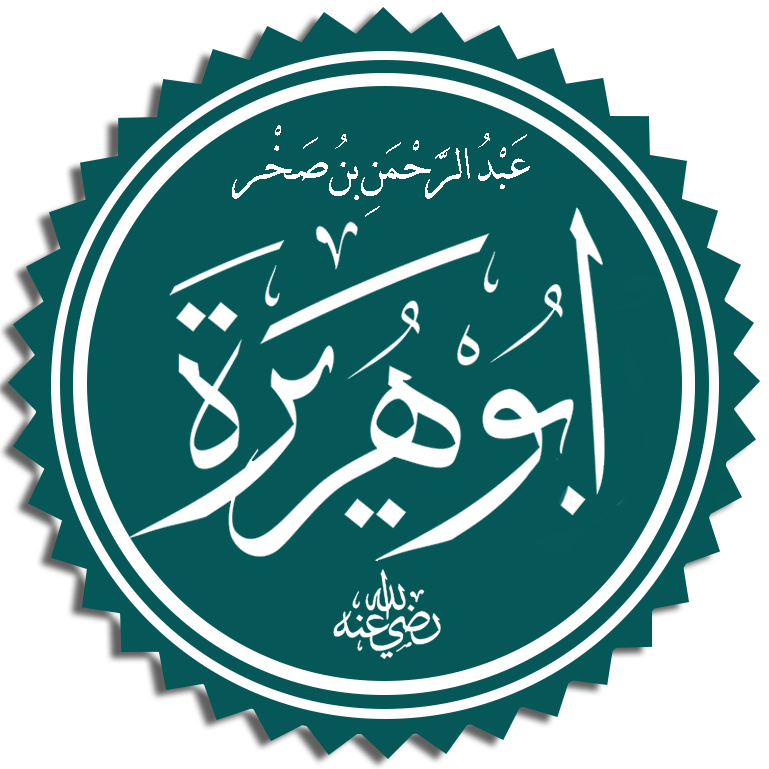
Calligrafia araba di Abū Hurayra

Abū Hurayra (lett. "Quello della gattina") ʿAbd Shams fu uno dei più fedeli compagni di Maometto e uno dei più fecondi tradizionisti, avendo tramandato un elevato di ḥadīth (ben 5.374) sulla vita del Profeta.
Deve la sua kunya al fatto di tenere con sé, come compagnia, una gattina mentre era intento nella sua attività di pastore.
Convertitosi a Khaybar all'Islam verso il 628, per opera di sua madre, compì la sua egira prima della Conquista di Mecca, partecipò alla spedizione che mirava a conquistare l'oasi ebraica di Khaybar nel luglio del 629.

A causa della sua povertà viene ricordato come uno dei personaggi più in vista dell'Ahl al-ṣuffa, "la gente della tettoia", che rappresentava il gruppo più appassionatamente devoto di musulmani nel primo Islam medinese.